# Kristjan Čeh
Kristjan Čeh (ur. 17 lutego 1999 w Ptuju) – słoweński lekkoatleta specjalizujący się w rzucie dyskiem.
Bez awansu do finału startował na mistrzostwach Europy juniorów młodszych (2016) i juniorów (2017). W 2018 zdobył srebrny medal igrzysk śródziemnomorskich w Tarragonie. Rok później został młodzieżowym mistrzem Europy oraz bez awansu do finału startował na mistrzostwach świata w Dosze. W 2021 ponownie zdobył złoto mistrzostw Europy do lat 23 oraz zajął 5. miejsce w finale igrzysk olimpijskich w Tokio. W 2022 zdobył złoty medal mistrzostw świata w Eugene oraz srebro mistrzostw Europy w Monachium. Wicemistrz świata z Budapesztu (2023). W 2024 zajął czwarte miejsce podczas paryskich igrzysk olimpijskich.
Złoty medalista mistrzostw Słowenii oraz reprezentant kraju na drużynowych mistrzostwach Europy i w pucharze Europy w rzutach.
Rekord życiowy: 72,36 (31 maja 2025, Slovenska Bistrica) rekord Słowenii, 6. wynik w historii światowej lekkoatletyki.

## Osiągnięcia
| Rok  | Impreza                                  | Miejsce      | Pozycja           | Wynik |
| ---- | ---------------------------------------- | ------------ | ----------------- | ----- |
| 2016 | Mistrzostwa Europy U18                   | Tbilisi      | el. – 26. miejsce | 47,49 |
| 2017 | Mistrzostwa Europy U20                   | Grosseto     | el. –             | NM    |
| 2018 | Mistrzostwa świata U20                   | Bydgoszcz    | el. – 15. miejsce | 56,47 |
| 2018 | Igrzyska śródziemnomorskie               | Tarragona    | 2. miejsce        | 62,03 |
| 2019 | Puchar Europy w rzutach                  | Šamorín      | 1. miejsce (U23)  | 62,90 |
| 2019 | Mistrzostwa Europy U23                   | Gävle        | 1. miejsce        | 63,82 |
| 2019 | II liga drużynowych mistrzostw Europy    | Varaždin     | 5. miejsce        | 55,50 |
| 2019 | Mistrzostwa świata                       | Doha         | el. – 31. miejsce | 59,55 |
| 2021 | II liga drużynowych mistrzostw Europy    | Stara Zagora | 1. miejsce        | 66,55 |
| 2021 | Mistrzostwa Europy U23                   | Tallinn      | 1. miejsce        | 67,48 |
| 2021 | Igrzyska olimpijskie                     | Tokio        | 5. miejsce        | 66,37 |
| 2022 | Puchar Europy w rzutach                  | Leiria       | 1. miejsce        | 66,11 |
| 2022 | Mistrzostwa świata                       | Eugene       | 1. miejsce        | 71,13 |
| 2022 | Mistrzostwa Europy                       | Monachium    | 2. miejsce        | 68,28 |
| 2023 | Puchar Europy w rzutach                  | Leiria       | 1. miejsce        | 68,30 |
| 2023 | I dywizja drużynowych mistrzostw Europy  | Chorzów      | 1. miejsce        | 69,94 |
| 2023 | Mistrzostwa świata                       | Budapeszt    | 2. miejsce        | 70,02 |
| 2024 | Mistrzostwa Europy                       | Rzym         | 1. miejsce        | 68,08 |
| 2024 | Igrzyska olimpijskie                     | Paryż        | 4. miejsce        | 68,41 |
| 2025 | Puchar Europy w rzutach                  | Nikozja      | 2. miejsce        | 65,69 |
| 2025 | II dywizja drużynowych mistrzostw Europy | Maribor      | 1. miejsce        | 68,16 |